# Akif Pirinçci
Akif Pirinçci é um escritor alemão nascido na Turquia que é mais conhecido internacionalmente por seu romance policial Felidae, de 1989, que deu origem a uma série de livros e a um filme animado cujo roteiro foi escrito pelo próprio Pirinçci. Suas declarações sobre feminismo e oposição à imigração provocaram polêmica na Alemanha e em toda a Europa.

## Biografia
Pirinçci nasceu em 20 de outubro de 1959 em Istambul, Turquia, mas emigrou para a Alemanha junto a seus pais em 1969. Ainda jovem, começou a escrever ficção e publicou seu primeiro romance: Tränen sind immer das Ende ("As lágrimas são sempre o fim ") em 1980, aos 21 anos de idade. Seu próximo trabalho literário, publicado em 1989, foi o romance Felidae, uma obra de ficção policial em que gatos são personagens. O romance foi traduzido para 17 idiomas e tornou-se um best-seller internacional.
Devido ao sucesso do romance, Pirinçci expandiu seu conceito de "ficção de crime de gato" e publicou várias sequências de Felidae, cujo primeiro volume ganhou uma versão em desenho animado em1994.
Pirinçci publicou vários outros romances que não foram ambientados no mundo ficcional da série Felidae; no entanto, nenhuma dessas obras atingiu um grau de popularidade comparável. Posteriormente, ele teve algum sucesso com o suspense Die Damalstür, que foi adaptado para as telas na Alemanha, com Mads Mikkelsen no papel principal.
Pirinçci atualmente mora em Bonn, na Alemanha.

## Publicações
| Ficção |                        |      |                        |
| Título | Editora                | Ano  | ISBN                   |
| Tränen sind immer das Ende                                                                                 | Goldmann (Munique)     | 1980 | ISBN 3-442-06380-9     |
| Felidae | Goldmann (Munique)     | 1989 | ISBN 3-442-09298-1     |
| Der Rumpf                                                                                                  | Goldmann (Munique)     | 1992 | ISBN 3-442-30404-0     |
| Francis. Felidae II                                                                                        | Goldmann (Munique)     | 1993 | ISBN 3-442-30428-8     |
| Das große Felidae-Katzenbuch. Was sie fühlen, wie sie denken, was sie lieben. (em parceria com Rolf Degen) | Goldmann (Munique)     | 1994 | ISBN 3-442-30608-6     |
| KatzenSinne. What they feel, think, love. (em parceria com Rolf Degen)                                     | Goldmann (Munique)     | 1995 | ISBN 3-442-43204-9     |
| Yin | Goldmann (Munique)     | 1997 | ISBN 3-442-30497-0     |
| Cave Canem                                                                                                 | Goldmann (Munique)     | 1999 | ISBN 3-442-30498-9     |
| Die Damalstür                                                                                              | Goldmann (Munique)     | 2001 | ISBN 3-442-30499-7     |
| Das Duell                                                                                                  | Eichborn (Frankfurt)   | 2002 | ISBN 3-8218-0865-9     |
| Salve Roma!                                                                                                | Eichborn (Frankfurt)   | 2004 | ISBN 3-8218-0956-6     |
| Der eine ist stumm, der andere ein Blinder                                                                 | Rotbuch (Hamburgo)     | 2006 | ISBN 3-434-53146-7     |
| Schandtat. Ein Felidae-Roman                                                                               | Diana (Munique)        | 2007 | ISBN 978-3-453-00620-1 |
| Der letzte Weltuntergang                                                                                   | Rotbuch (Berlim)       | 2007 | ISBN 978-3-86789-018-2 |
| Die Tür | Goldmann (Munique)     | 2009 | ISBN 978-3-442-47193-5 |
| Felipolis. Ein Felidae-Roman                                                                               | Diana (Munique)        | 2010 | ISBN 978-3-453-29097-6 |
| Volltreffer (sob pseudônimo de Cedric Arnold)                                                              | Heyne (Munique)        | 2010 | ISBN 978-3-453-43558-2 |
| Göttergleich. Ein Felidae-Roman                                                                            | Heyne (Munique)        | 2012 | ISBN 978-3-453-26846-3 |
| SLAM (Um projeto de redação em conjunto baseado na história de Akif Pirinçci.)                             | CreateSpace (Bona)     | 2012 | ISBN 978-1-4811-6589-1 |
| Outros / Não ficção                                                                                        |                        |      |                        |
| Título | Editora                | Ano  | ISBN                   |
| Deutschland von Sinnen. Der irre Kult um Frauen, Homosexuelle und Zuwanderer.                              | Manuscriptum (Waltrop) | 2014 | ISBN 978-3-944872-04-9 |
| Attacke auf den Mainstream – „Deutschland von Sinnen“ und die Medien“ (em parceria com Andreas Lombard)    | Manuscriptum (Waltrop) | 2014 | ISBN 978-3-944872-09-4 |
| Die große Verschwulung. Wenn aus Männern Frauen werden und aus Frauen keine Männer.                        | Manuscriptum (Waltrop) | 2015 | ISBN 978-3-944872-22-3 |
| Umvolkung. Wie die Deutschen still und leise ausgetauscht werden.                                          | Antaios (Schnellroda)  | 2016 | ISBN 978-3-944422-19-0 |
| Akif auf Achse. Das Schlachten hat begonnen                                                                | Antaios (Schnellroda)  | 2016 | ISBN 978-3-944422-20-6 |
| Der Übergang. Bericht aus einem verlorenen Land                                                            | Antaios (Schnellroda)  | 2017 | ISBN 978-3-944422-16-9 |

## Filmes
| Título                               | Diretor         | Data de Lançamento     |
| ------------------------------------ | --------------- | ---------------------- |
| Felidae                              | Michael Schaack | 3 de novembro de 1994  |
| Die Tür (adaptação de Die Damalstür) | Anno Saul       | 26 de novembro de 2009 |